# Набережный (Челябинская область)
Набережный — посёлок в Нагайбакском районе Челябинской области России. Входит в состав Куликовского сельского поселения.

## История
Населённый пункт возник в 1963 году как посёлок 6-го отделения совхоза «Северный».

## Население
| 2002 | 2010 |
| ---- | ---- |
| 133  | ↘91  |